# Gare de Shinden (Kyōto)
La gare de Shinden (新田駅, Shinden-eki) est une gare ferroviaire localisée dans la ville d'Uji dans la préfecture de Kyoto. La gare est exploitée par la JR West.

## Trains
Trois trains de la ligne Nara s'arrêtent à la gare de Shinden.
- Local (普通 Futsu)
- Regional Rapid Service (区間快速 Kukan-kaisoku)
- Rapid service (快速 Kaisoku)

Les trains Miyakoji Rapid Service (みやこ路快速 Miyakoji-kaisoku) ne s'y arrêtent pas.

## Disposition des quais
| 1 | ■Ligne Nara | pour Uji et Kyoto |
| 2 | ■Ligne Nara | pour Kizu et Nara |

## Gares/Stations adjacentes
| Direction Kyoto |  | JR West Ligne Nara                                         |  | Direction Nara |
| JR Ogura        |  | Local 普通 Futsū                                           |  | Jōyō           |
| JR Ogura        |  | Regional Rapid Service 区間快速 Kukan-kaisoku              |  | Jōyō           |
| JR Ogura        |  | Rapid Service 快速 Kaisoku                                 |  | Jōyō           |
| Pas de service  |  | Miyakoji Rapid Service みやこ路快速 Miyakoji Rapid Service |  | Pas de service |